# روبن پنیا
روبن پنیا (انگلیسی: Rubén Peña؛ زادهٔ ۱۸ ژوئیهٔ ۱۹۹۱) بازیکن فوتبال اهل اسپانیا است.
از باشگاه‌هایی که در آن بازی کرده‌است می‌توان به باشگاه فوتبال رئال وایادولید، باشگاه فوتبال ایبار، و باشگاه فوتبال ویارئال اشاره کرد.